# 果核银锦蛤
果核银锦蛤（学名：Acila submirabilis），是弯锦蛤目银锦蛤科指纹蛤属的一种。主要分布于台湾，常栖息在浅海沙底。